# Телець (знак зодіаку)

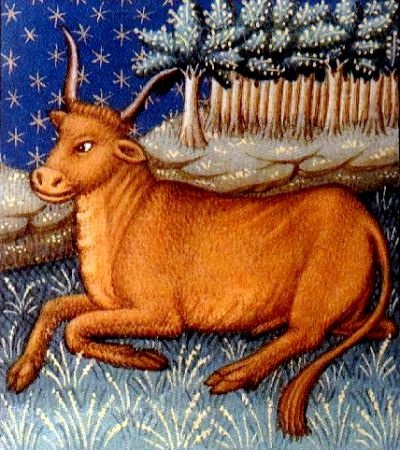
Телець

Теле́ць (лат. Taurus) — другий знак зодіаку, відповідний сектору екліптики від 30° до 60°, рахуючи від точки весняного рівнодення, весняний; постійний знак тригону Землі.
Відповідно до західної астрологічної традиції Сонце перебуває в знаку Тельця приблизно з 21 квітня по 21 травня, згідно з ведичною  — Врішабха з 15 травня по 15 червня. Не слід плутати знак Тельця з однойменним сузір'ям Тельця, в якому Сонце перебуває з 14 травня по 19 червня.
Планета, що керує знаком — Венера, екзальтує Місяць, Марс у вигнанні. Управителями по трипліцитету є Венера, Місяць, Марс (за Доротеєм Сідонським). Першою декадою Тельця управляє Меркурій, другою — Місяць, третьою — Сатурн.

## Історія
Звіриний знак Тельця асоціюється з кількома міфами та культом бика у різних стародавніх культурах. Це був перший знак зодіаку, встановлений серед месопотамців, які називали його "Великий Бик Небес", оскільки саме через це сузір’я Сонце сходило під час весняного рівнодення у той час, тобто в епоху ранньої бронзової доби, приблизно з 4000 до 1700 року до н.е.
Зодіакальний знак Тельця не повністю збігається з сузір’ям Тельця. Телець охоплює 30 градусів після Овна в зодіакальному колі. Овен знаменує початок весни та нового життя, тоді як Телець, фіксований знак, продовжує і стабілізує те, що розпочав Овен. Під час Тельця життя досягає повного розквіту, символізуючи зростання та стійкість.

## Символ
Символ Тельця ♉ (може не відображатися в деяких браузерах) в Юнікоді знаходиться під десятковим номером 9801 або шістнадцятковим номером 2649 і може бути введений в HTML-код як ♉ або ♉.